# هرناندو (میسیسیپی)
هرناندو (به انگلیسی: Hernando) شهری در ایالت میسیسیپی کشور ایالات متحده آمریکا است که جمعیت آن در سرشماری سال ۲۰۱۰ میلادی، ۱۴٬۰۹۰
نفر بوده‌است.

## نگارخانه

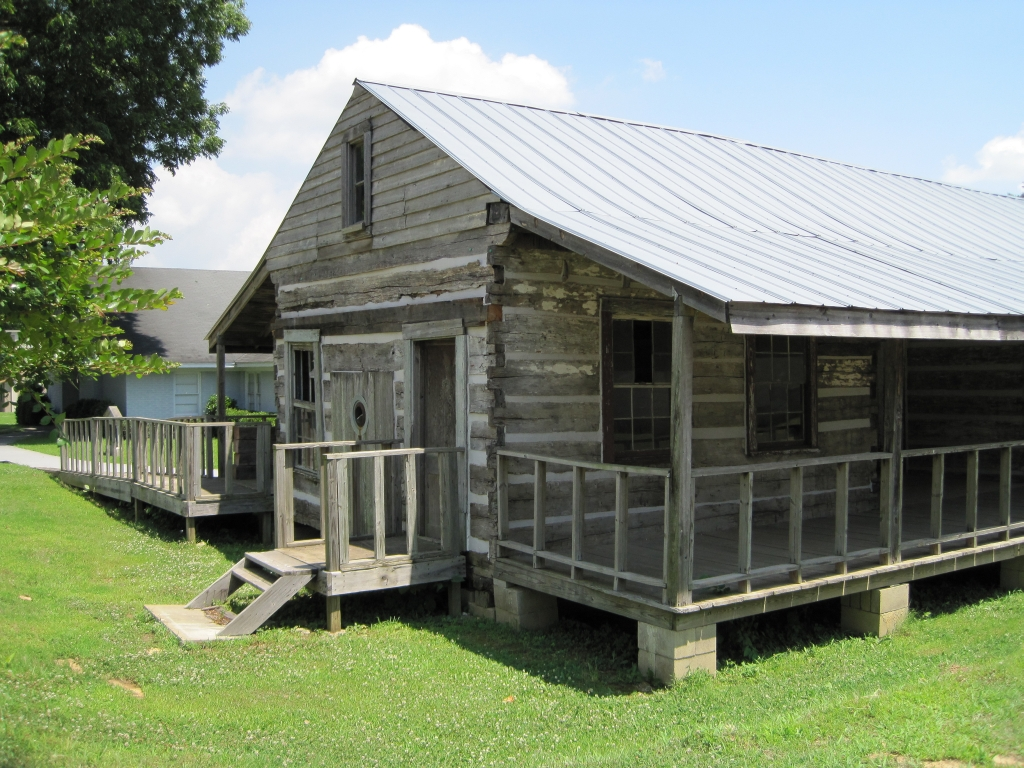
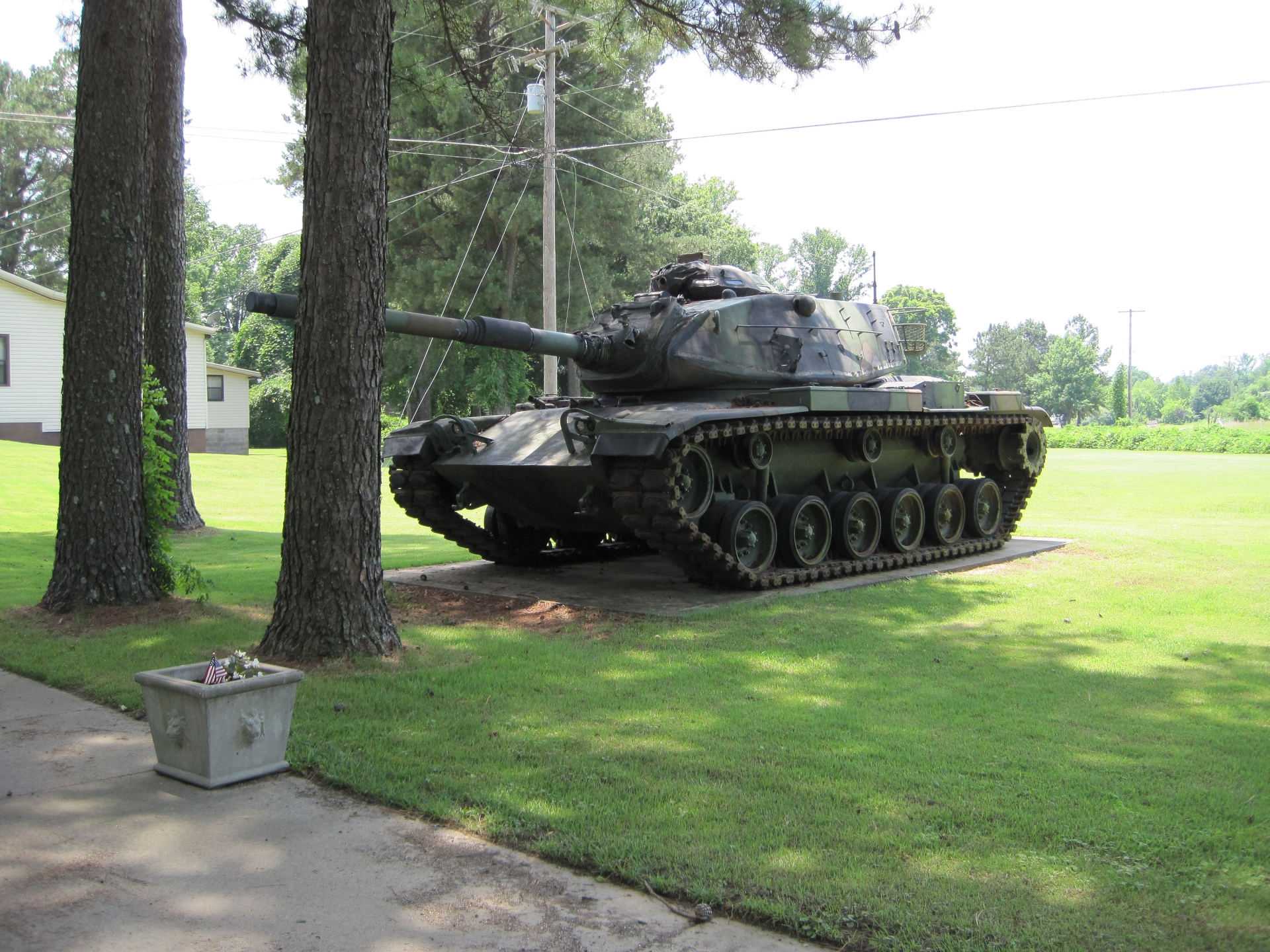
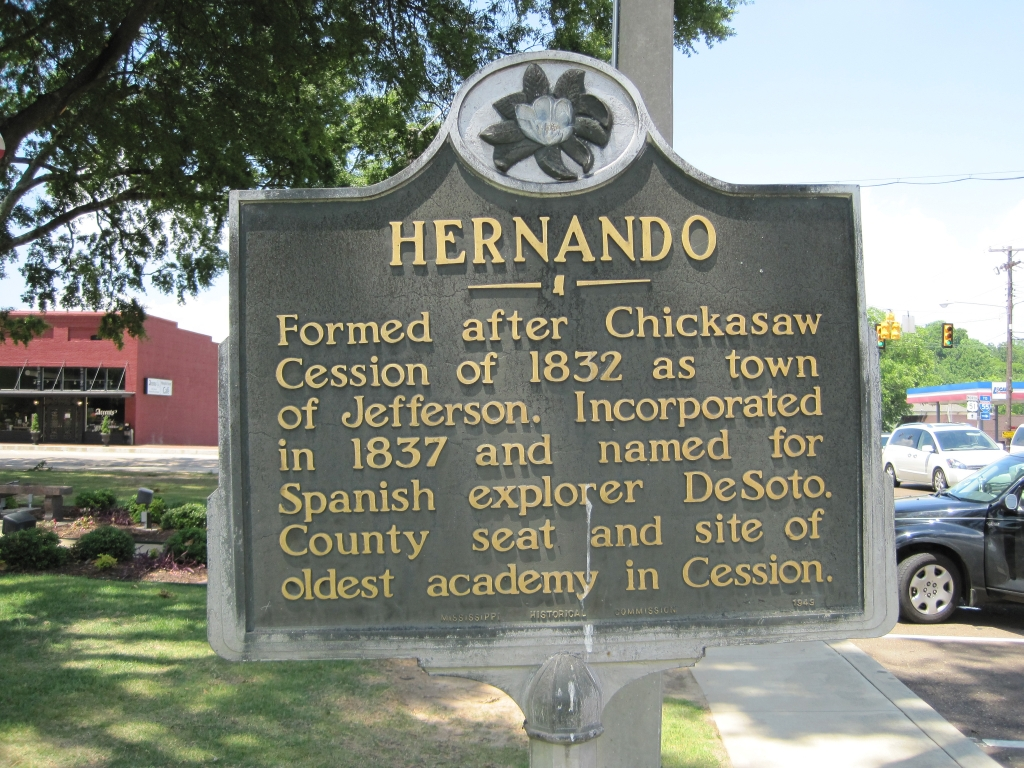
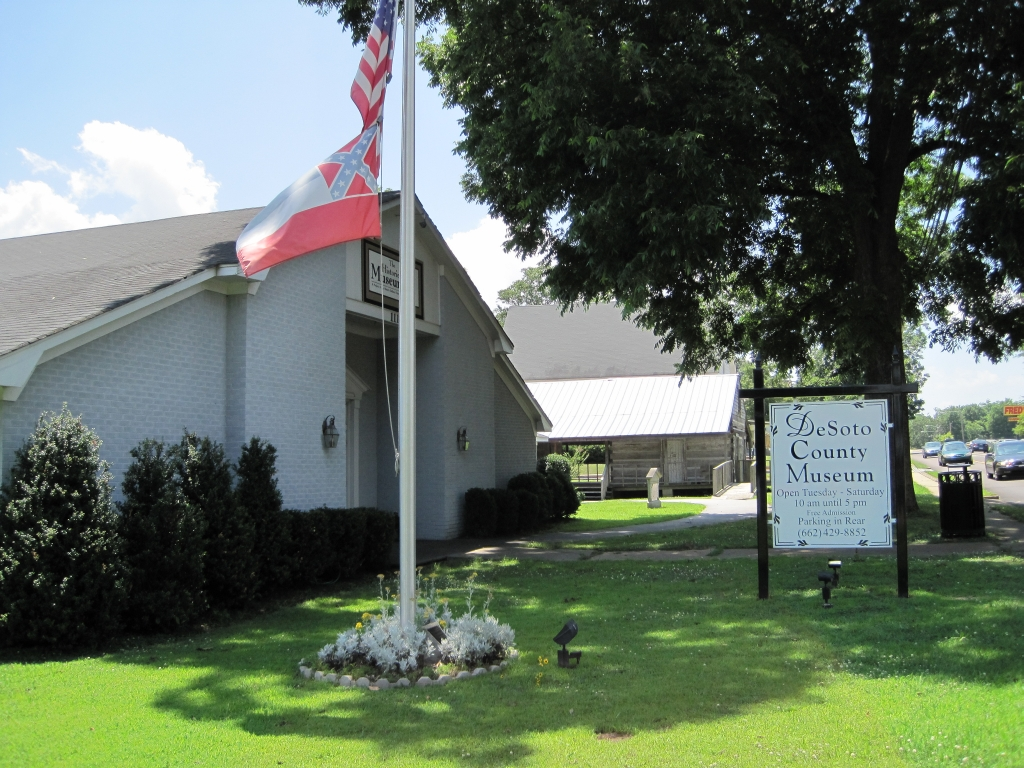
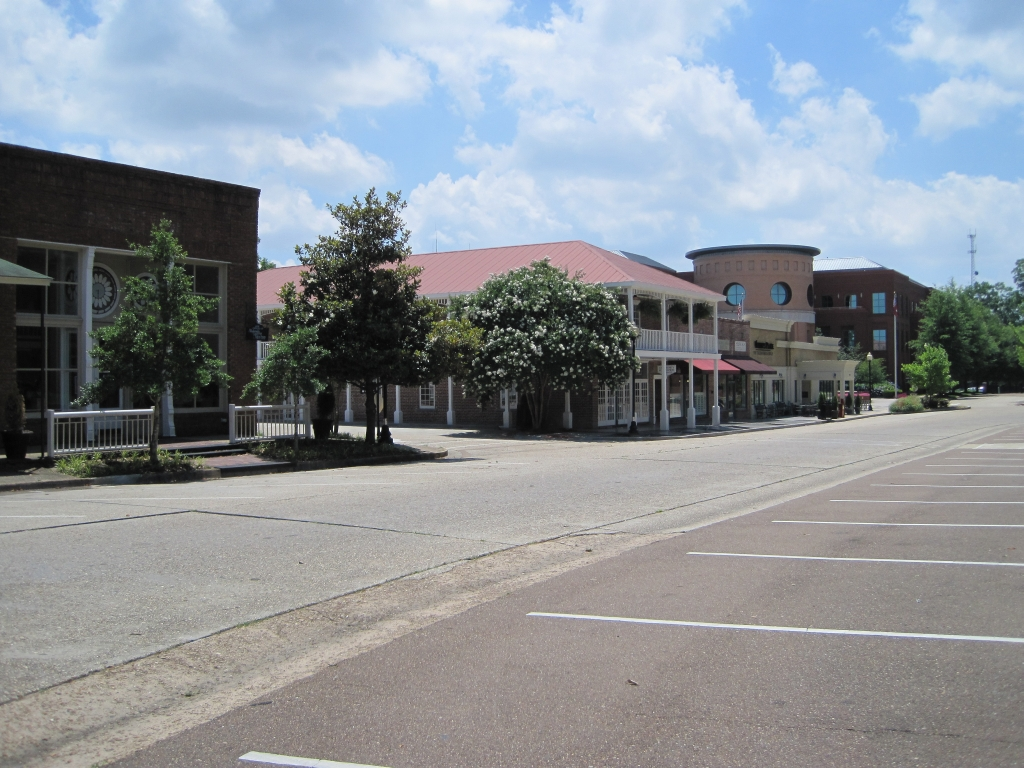